# Scando-Slavica
Скандо-Славика (общепринятое сокращение — ScSl, оригинальное название — «Scando-Slavica») — один из ведущих журналов по славистике, основанный скандинавскими славистами.

## История
Журнал является рецензируемым международным изданием по славянским и балтийским лингвистике, культуре, литературе, истории и другим смежным направлениям. Основан в 1954 году и выходил один раз в год, только с 2010 года стал выходить по одному тому в двух выпусках. На 2019 год вышло 65 томов. Скандо-Славика индексируется базoй данных Scopus.
В журнале публиковали свои статьи В. Кипарский, Р. Экблум, Г. Якобсон (главный редактор журнала в 1963—1980), Г. Бирнбаум, А. Стендер-Петерсен, А. Н. Кирпичников, А. В. Назаренко, Т. Н. Джаксон, Ф. Б. Успенский, А. А. Медынцева и другие исследователи.
На страницах журнала анализировались труды Константина Преславского, Я. А. Коменского, М. В. Ломоносова, А. С. Пушкина, М. Ю. Лермонтова, Н. В. Гоголя, Ф. М. Достоевского, И. С. Тургенева, Н. С. Лескова, А. П. Чехова, В. С. Соловьёва, В. В. Маяковского, О. Э. Мандельштама, М. И. Цветаевой, Б. Л. Пастернака, Я. Гашека, М. А. Шолохова, рассматривались «Слово о полку Игореве», «Девгениево деяние», сборник былин Кирши Данилова, «Домострой», «Стоглав» и другие произведения. Подымались как вопросы по общеславянскому, скандинавским, балтским языкам, так и отдельно по чешскому, русскому, польскому, болгарскому, латышскому, литовскому, греческому, немецкому, финскому и другим языкам. Исследуется история славянских племён и стран, в том числе взаимоотношения славян и балтов, русов и скандинавов, а также имеется материал по «варяжскому вопросу».